# Cordylus niger
Espèce
Statut de conservation UICN

 LC  : Préoccupation mineure
Statut CITES
Synonymes
- Calyptoprymnus verecundus De Vis, 1905
- Zonurus cordylus atrus Power, 1930

Cordylus niger est une espèce de sauriens de la famille des Cordylidae.

## Répartition
Cette espèce est endémique du Cap-Occidental en Afrique du Sud. Elle se rencontre dans la péninsule du Cap et dans la baie de Saldagne.

## Publication originale
- Cuvier, 1829 : Le Règne Animal distribué, d'après son organisation, pour servir de base à l'Histoire Naturelle des Animaux et d'introduction à l'Anatomie Comparé. Nouvelle Édition. Les Reptiles. Déterville, Paris, vol. 2, p. 1-406 (texte intégral)